# Rafael Rangel (khu tự quản)
Rafael Rangel là một khu tự quản thuộc bang Trujillo, Venezuela. Thủ phủ của khu tự quản Rafael Rangel đóng tại Betijoque. Khự tự quản Rafael Rangel có diện tích 120 km2, dân số theo điều tra dân số ngày 21 tháng 10 năm 2001 là 18014 người.